# 14728 Schuchardt
14728 Schuchardt este un asteroid din centura principală de asteroizi.

## Descriere
14728 Schuchardt este un asteroid din centura principală de asteroizi. A fost descoperit pe 26 februarie 2000 în cadrul proiectului CSS. Asteroidul prezintă o orbită caracterizată de o semiaxă mare de 2,22 ua, o excentricitate de 0,16 și o înclinație de 4,6° în raport cu ecliptica.